# Petaling Jaya (Batang Cenaku)
Petaling Jaya is een bestuurslaag in het regentschap Indragiri Hulu van de provincie Riau, Indonesië. Petaling Jaya telt 1135 inwoners (volkstelling 2010).